# Verbraten und Verkauft
Verbraten und Verkauft (Originaltitel: Grilled) ist eine US-amerikanische Filmkomödie von Jason Ensler aus dem Jahr 2006. Das Drehbuch stammt von William Tepper und Larry Hankin.
Der Film feierte am 11. Juli 2006 seine Premiere in den USA und war am 3. November 2006 erstmals in Deutschland zu sehen.

## Handlung
Maurice und Dave sind Handelsvertreter für Fleischwaren. Unglücklicherweise haben sie ihrem Arbeitgeber seit einiger Zeit keine Vertragsunterzeichnungen mehr beschert, so dass dieser den beiden ein Ultimatum setzt. Sollten sie bis zum Ende des Tages keinen Abschluss vorzuweisen haben, so verlieren sie ihren Job.
Der von seiner Frau und kleinen Tochter getrennt lebende Dave würde seiner Tochter Dolly gerne eine Schaukel und Rutsche zum Geburtstag schenken, dazu fehlt ihm aber das nötige Geld. Sein Partner Maurice, der bei Frauen ähnlich wenig Erfolg hat und parallel zu seinem Job eine Ausbildung als Akupunkteur absolviert, mangelt es ebenfalls an finanziellen Rücklagen, so dass sich die beiden mit dem Mut der Verzweiflung ihren möglicherweise letzten Klienten stellen, um doch noch den ersehnten Abschluss zu erreichen und ihre Jobs zu behalten.
Eine der Adressen, die Maurice und Dave von ihrem Chef erhalten haben, führt sie zu der Latina Loridonna. Bevor diese jedoch den Vertrag unterzeichnet, droht ihre Freundin ihr am Telefon damit, sich die Pulsadern aufzuschneiden. Daraufhin machen sich alle drei auf den Weg, um die suizid-gefährdete Suzanne zu retten. Als Loridonna mit den beiden Männern in Suzannes Anwesen eintrifft, hat Suzanne sich jedoch bereits selbständig die Handgelenke verbunden und die Blutung bereits gestillt. Dave gibt sich als Arzt aus, um die stark alkoholisierte Suzanne zu beruhigen und abzulenken, während Maurice in der Küche bei Loridonna um die benötigte Unterschrift buhlt.
Anstatt den Vertrag zu unterzeichnen, lockt Loridonna den Vertreter Maurice in das Schlafzimmer der Hausherrin. Noch bevor es zu einem Schäferstündchen kommt, kehrt Suzannes Ehemann Tony (ein Waffenhändler) mit einer Schnittverletzung an der rechten Schulter nach Hause zurück und erzählt Maurice, dass Loridonna früher ein Mann war. Sie bestätigt dies und versucht es dem enttäuschten (und angewiderten) Maurice zu erklären. Doch anstatt die Männer vor die Tür zu werfen, bietet Tony ihnen an, ein Steak zu braten. Während der Zubereitung des Fleisches versucht Dave gerade Tony einen Vertrag schmackhaft zu machen, als zwei Auftragskiller die Küche betreten und Tony niederschießen.
Von dem Krach alarmiert nimmt Maurice die Waffen an sich, die Tony im Schlafzimmer abgelegt hat und schafft es die beiden von Suzanne beauftragten Killer Bobby und Irving zu stellen und zu entwaffnen. Um jedoch nicht fortan auf der Flucht vor der Mafia leben zu müssen, einigen sich die vier Männer darauf, sich nicht gegenseitig zu töten und stattdessen das inzwischen zubereitete Fleisch gemeinsam zu essen. Nachdem Maurice und Dave den Killern ihre Waffen wieder ausgehändigt haben, erhält Bobby einen Telefonanruf von seinem Auftraggeber Boris, der keinesfalls von der Idee angetan ist, Zeugen des Mordes an Tony am Leben zu lassen. Daraufhin werden Maurice und Dave von den Killern überwältigt und mit Klebeband gefesselt im Kofferraum ihres Wagens verstaut. Sie werden auf dem Parkplatz vor dem Restaurant, in dem Goldbluth eine Party für seinen Sohn gibt, im Fahrzeug allein zurückgelassen und können sich befreien.
Bevor die beiden Killer, die von Boris darauf angesetzt wurden den Gastgeber Goldbluth zu töten, ihren Plan in die Tat umsetzen können, haben Maurice und Dave nicht nur einen unterschriebenen Vertrag über eine umfangreiche Fleischlieferung von ihm erhalten, sondern können ihn vor den nahenden Killern warnen. Daraufhin lässt Goldbluth diese von seinen Bodyguards töten.
Nachdem Maurice und Dave ihren Chef mit sieben abgeschlossenen Verträgen in Höhe von 21.000 US-Dollar überrascht haben, behalten beide ihre Jobs und kaufen eine Schaukel mit Rutsche, um sie pünktlich zu Dollys Geburtstag beim Grillen im Garten seiner Frau aufzustellen.

## Produktion, Hintergrund
Der ursprüngliche Titel des Drehbuchs lautete „Men Who Don't Quit“. Der ausführende Produzent war Andrew Sugerman. Der Film wurde im Zeitraum vom 7. Juli 2004 bis zum 2. August 2004 in Los Angeles gedreht, erschien jedoch erst über zwei Jahre später direkt als DVD-Veröffentlichung. Auf der DVD sind neben dem Spielfilm eine nicht verwendete Szene, ein Making-of sowie eine Dokumentation über die im realen Leben bestehende gute Freundschaft zwischen Romano und James als Bonusmaterial zu finden.

## Kritik
„Die Story ist mager, die Gags sind gut durch: Lewis amüsiert als dämlich-versoffene Gangsterbraut“, schreibt Cinema und hält den Film für eine „toll besetzte, lustige Kumpelkomödie“.
Dani Maurer von Outnow! lobt das „Zusammenspiel der Hauptfiguren, die sich kumpelhaft und beißend gegenseitig auf den Arm nehmen und so die einfache Handlung gut vorantreiben, […] ohne jedoch so lustig zu sein, wie man es von ihnen kennt.“ Daher ist der Film „Grilled“ seiner Meinung nach „wie ein Stück Fleisch, das nur halb durch ist“.
Ingo Lüttecke sah einen „Film voller Überraschungen“, der „mit einer hervorragenden Besetzung und einer lustigen Story“ seiner Meinung nach „zu den Topfilmen dieses Jahres“ gehört und damit „eine absolute Kaufempfehlung“ ist.
Dagegen meinte das Lexikon des internationalen Films: „Überdrehter Komödienversuch, bei dem nichts so recht zusammenpasst; auch die beiden Hauptdarsteller, zwei Fernseh-Comedians, harmonieren nicht überzeugend.“